# Криница (Червенский район)
Криница, также Криницы (бел. Крынiца, Крынiцы) — деревня в Червенском районе Минской области Белоруссии. Входит в состав Клинокского сельсовета.

## Географическое положение
Расположена в 20 км западнее райцентра, в 43 км к юго-востоку от Минска, в 30 км от железнодорожной станции Руденск линии Минск—Осиповичи.

## История
Населённый пункт известен с XIX века. По данным Переписи населения Российской империи 1897 года, урочище, насчитывавшее 2 двора, где проживали 17 человек, относившееся к Смиловичской волости Игуменском уезде Минской губернии. Вблизи него проходил почтовый тракт из Игумена в Смиловичи. В начале XX века здесь остался 1 двор и 5 жителей. На 1917 год снова 2 двора, где жили 7 человек. 20 августа 1924 года вошла в состав вновь образованного Валевачского сельсовета Смиловичского района Минского округа (с 20 февраля 1938 — Минской области). Согласно переписи населения СССР 1926 года хутор, где был 1 двор,5 жителей. Во время Великой Отечественной войны 17 жителей деревни погибли на фронтах. 20 января 1960 года деревня включена в состав Смиловичского сельсовета Червенского района, тогда здесь проживали 147 человек. В 1980-е годы деревня входила в совхоз «X съезд Советов», тогда здесь работал магазин. На 1997 год в деревне было 21 домохозяйство, проживали 25 человек. На 2013 год 7 дворов, 8 жителей.

## Население
- 1897 — 2 двора, 17 жителей
- начало XX века — 1 двор, 5 жителей
- 1917 — 2 двора, 7 жителей
- 1926 — 1 двор, 5 жителей
- 1960—147 жителей
- 1997 — 21 двор, 25 жителей
- 2013 — 7 дворов, 8 жителей